# لیلانداند
لیلانداند (به لاتین: Lillesand) یک شهرداری در نروژ است که در اوست اگدر واقع شده‌است. لیلانداند ۱۹۰٫۴۳ کیلومتر مربع مساحت و ۱۰٬۷۰۲ نفر جمعیت دارد.